# Bayannuur (Bayan-Ölgiy)
Bayannuur (del mongol: Баяннуур сум) es un som (distrito) de la provincia Bayan-Ölgiy en Mongolia. Se encuentra a 126 km al este de la ciudad de Ölgii y en la frontera con el aymag de Uvs. Inhabitado como los demás sums de Ölgii, la población de Bayannuur es predominantemente kazaja.

## Hidrónimo
Bayannuur Баяннуур traduce del mongol como «lago rico», nombre compuesto de bayan (fértil) y nuur (lago). Haciendo alusión al lago homónimo, el Bаyan nuur.

## Demografía
| Gráfica de evolución de Bayannuur entre 2009 y |
|                                                |